# 월명동
월명동(月明洞)은 대한민국의 전북특별자치도 군산시의 동이다.

## 개요
월명동은 대한민국 항구 역사와 함께 한 군산내항 및 (구)군산세관, (구)조선은행 등 일제 강점기의 건물이 많아 과거와 현재의 문화가 공존하고 있는 곳이다. 현재 월명동은 근대산업유산 활용 예술창작벨트화 사업, 근대역사경관 조성사업, 원도심 종합개발사업 등 많은 사업이 진행되고 있으며, 원도심의 지역경제 재생 및 활성화에도 많은 노력을 기울이고 있다.

## 연혁
- 1932년 10월 1일 : 신흥동 일부를 갈라서 전정이라 함
- 1946년 : 일본식 동명변경에 의해 월명동으로 개칭
- 1949년 8월 15일 : 군산부가 군산시로 되면서 신창동,중앙로1가동,금동으로 칭함
- 1965년 2월 24일 : 법정동을 신창, 월명동으로 하고 행정동을 월명동으로 함
- 1973년 5월 29일 : 법정동을 중앙로1가동, 영화동, 장미동으로 하고 행정동을 중앙로1가동으로 함
- 1998년 10월 1일 : 행정동 월명동과 중앙로1가동을 통합 월명동으로 함
- 2008년 2월 4일 : 행정동 월명동과 선양동을 통합 월명동으로 함

## 법정동
- 월명동(月明洞)
- 신창동(新昌洞)
- 중앙로1가(中央路一街)
- 영화동(永和洞)
- 장미동(藏米洞)
- 선양동(先陽洞)
- 둔율동(屯栗洞)
- 창성동(昌城洞)
- 명산동(明山洞)
- 송창동(松昌洞)
- 개복동(開福洞)

## 아파트
| 단지명        | 건설사     | 시행사       | 주소       | 주소   | 입주        | 비고     |
| ------------- | ---------- | ------------ | ---------- | ------ | ----------- | -------- |
| 창성주공      | 남양건설   | 대한주택공사 | 창성1길 10 | 창성동 | 2007년 11월 | 국민임대 |
| 월명 클래시움 | 다원건설㈜ | 다원건설㈜   | 월명1길 3  | 월명동 | 2004년 5월  |          |

## 교육
- 군산여자고등학교 (월명동)

## 기관
- KT 군산중앙지점 (중앙로1가)
- 교보생명 군산사옥 (중앙로1가)
  - 한국부동산원 군산지사
- 군산시 차량등록사업소 (월명동)
- 군산시수어통역센터 (월명동)
- 한국전력공사 군산지사 (장미동)
- 근로복지공단 군산지사 (장미동)
- 군산상공회의소 (장미동)
- 군산근대역사박물관 (장미동)
- 군산세관 (장미동)
- 한국수산자원관리공단 군산지사 (장미동)
- 국립군산검역소 (장미동)
- 한국해양교통안전공단 군산지사 (장미동)

## 유적
- (구)전주지방법원 군산지청 관사
- 군산근대건축관 (구 조선은행 군산지점)
- 군산근대미술관 (구 일본 제18은행 군산지점)
- 호남관세박물관 (구 군산세관)
- 군산 구 제일사료 공장